# Whitehall (Michigan)
Whitehall é uma cidade localizada no estado americano de Michigan, no Condado de Muskegon.

## Demografia
Segundo o censo americano de 2000, a sua população era de 2884 habitantes.
Em 2006, foi estimada uma população de 2829, um decréscimo de 55 (-1.9%).

## Geografia
De acordo com o United States Census Bureau tem uma área de
9,5 km², dos quais 7,8 km² cobertos por terra e 1,7 km² cobertos por água.

## Localidades na vizinhança
O diagrama seguinte representa as localidades num raio de 20 km ao redor de Whitehall.